# Landlady
Landlady è un singolo del gruppo musicale irlandese U2, pubblicato il 19 ottobre 2018 come sesto estratto dal quattordicesimo album in studio Songs of Experience.

## Formazione

### U2
- Bono – voce
- The Edge – chitarra, voce, tastiera
- Adam Clayton – basso
- Larry Mulllen Jr. – batteria

### Altri musicisti
- Jacknife Lee – chitarra aggiuntiva
- Davide Rossi – strumenti di arco